# Banc Hispano-Americano (Girona)
El Banc Hispano-Americano és un edifici de Girona inclòs a l'Inventari del Patrimoni Arquitectònic de Catalunya.

## Descripció
És un edifici entre mitgeres de planta, tres pisos i terrat. Una de les tres portes d'accés ha estat modificada. El pis principal té balustrada i un balcó semicircular. A la part central de la façana hi ha una escultura que representa a Minerva amb caire classicitzant.

## Història
Els plànols de la reforma daten d'agost de 1944 i la construcció finalitzarà el gener de 1946. L'any 1947 es col·locà a la façana l'escultura Minerva realitzada per Joan Carrera i Delluner.